# 960-й истребительный авиационный полк ПВО
960-й истребительный авиационный полк ПВО (960-й иап ПВО) — воинская часть истребительной авиации ПВО, принимавшая участие в боевых действиях Великой Отечественной войны.

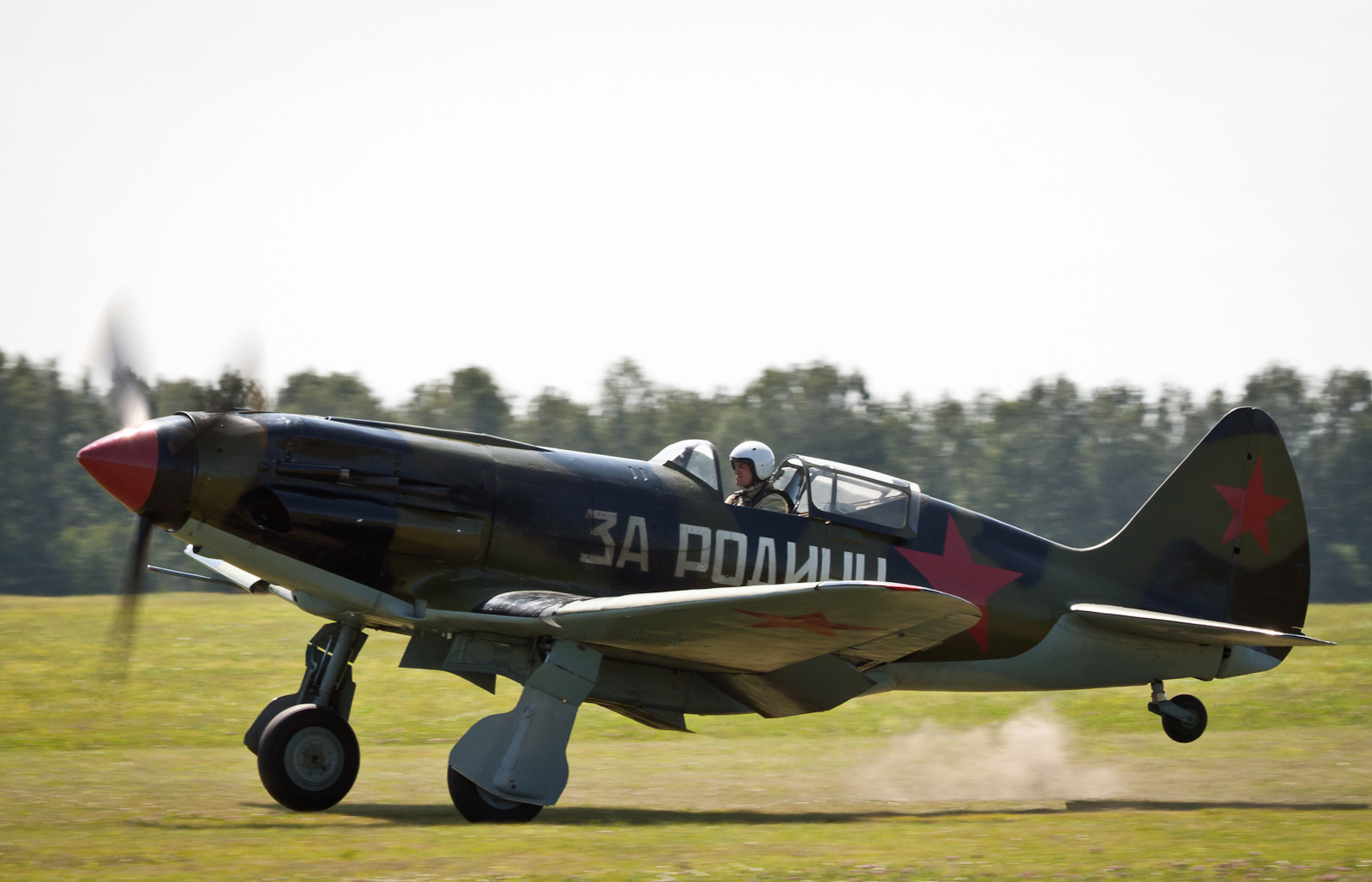
Самолёт МиГ-3 полк получил при формировании.

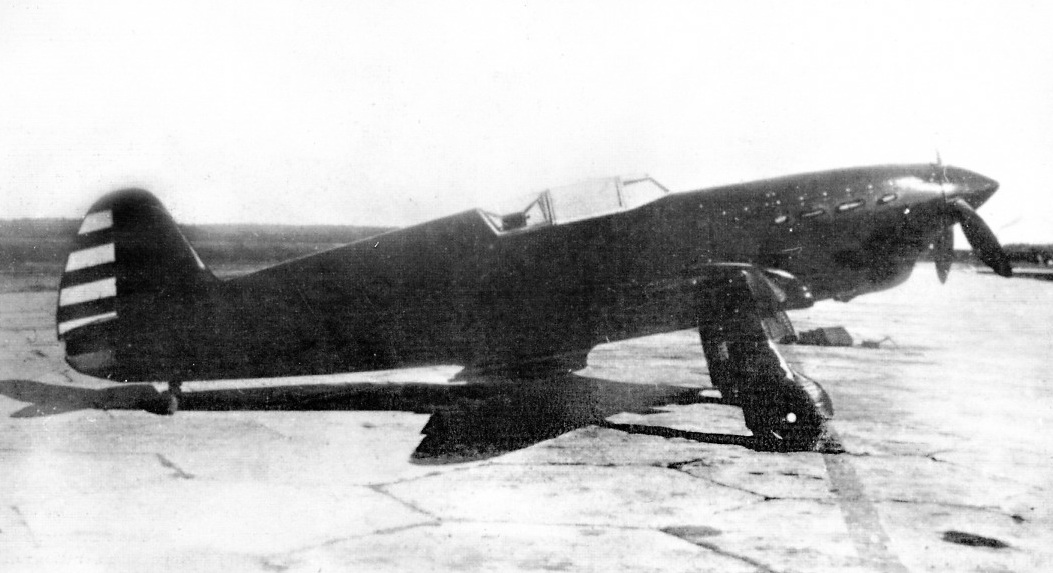
Самолет Як-1 прибыл в полк при передаче двух эскадрилий 495-го иап в 1943 году.

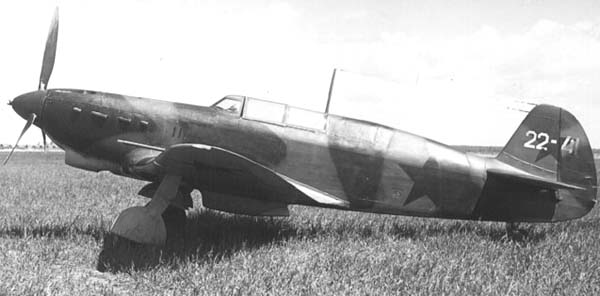
Самолет Як-7б. Такими самолётами полк был вооружен в 1943 году.

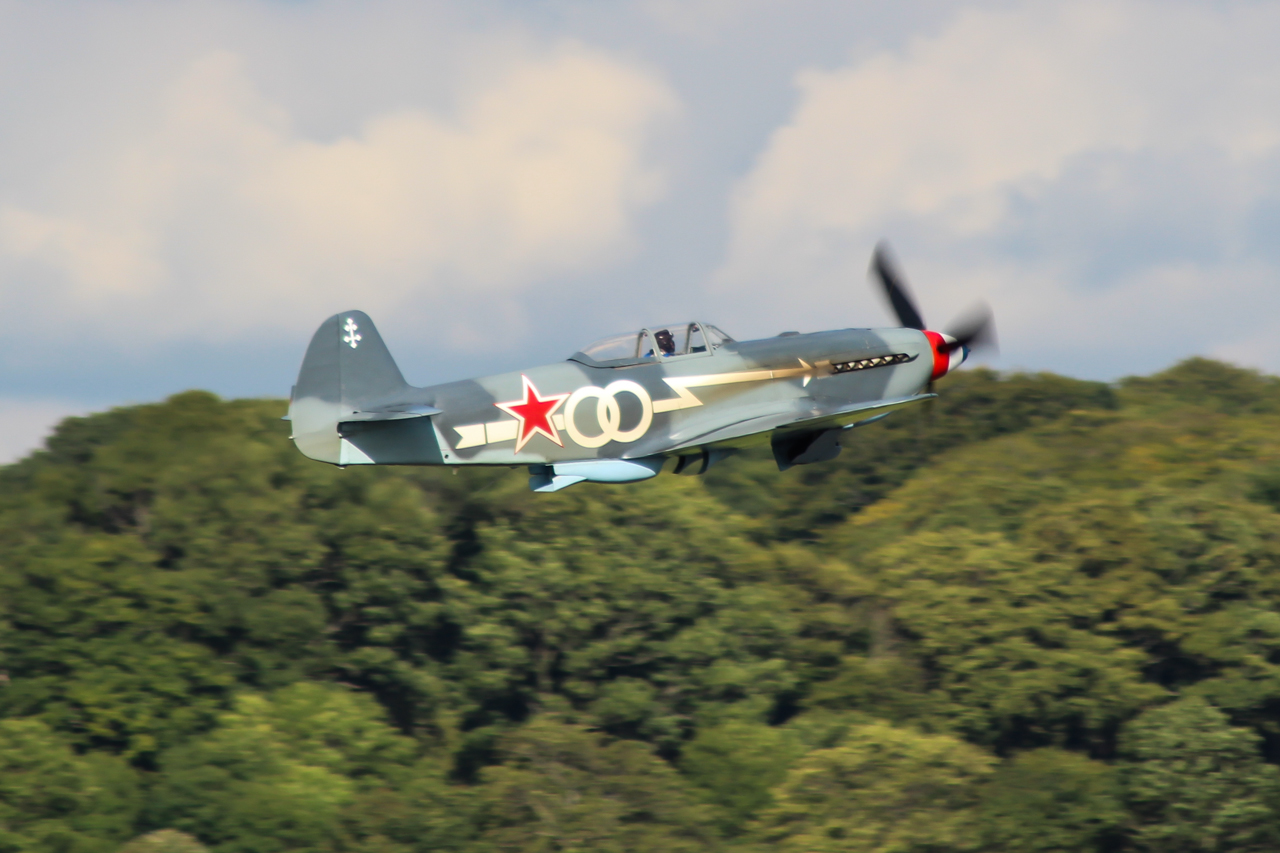
Самолет Як-9. Такими самолётами полк был пополнен в 1944 году.

## Наименования полка
- 960-й истребительный авиационный полк ПВО[1][2].
- 960-й истребительный авиационный полк[1][2];
- Войсковая часть (полевая почта) 36639[1][2].

## История и боевой путь полка
960-й истребительный авиационный полк сформирован в период с 1 по 21 августа 1942 года в 125-й истребительной авиадивизии ПВО на аэродроме Рыдома Тульской области по штату 015/174 на основе 1 эскадрильи 177-го иап, а также личного состава 495-го и 787-го иап.
8 сентября 1942 года полк в составе 125-й истребительной авиадивизии ПВО Тульского района ПВО вступил в боевые действия
против фашистской Германии и её союзников на самолётах Ла-5 и МиГ-3.
С февраля 1943 года полк выполнял задачу с аэродрома Хомяково (ныне район Тулы) по прикрытию совместно с 787-м иап города Тулы и его промышленных объектов, железнодорожные участки Чернь, Горбачево, Тула, Серпухов, Волово, Сталиногорски, Кашира, Сухиничи, Козельск, Тула.
В марте 1943 года первая эскадрилья полка капитана Беляякова на самолётах Ла-5 убыла на прикрытие города Курска, где из неё, одной эскадрильи 591-го иап и одной эскадрильи 827-го иап был сформирован сводный 827-й истребительный авиационный полк под командованием заместителя командира 827-го полка капитана Денисова Л.И.
В период с 15 марта по 15 мая 1943 года сводный 827-й истребительный авиационный полк выполнял боевую задачу в составе 101-й истребительной авиационной дивизии ПВО Воронежского района ПВО на самолётах Як-1, Як-7б и Ла-5. 13 апреля 1943 года полк переформирован по штату 015/134, а 27 апреля 1943 года полк
получил 5 истребителей Як-7б. 15 мая сводный 827-й истребительный авиационный полк расформирован.
29 июня 1943 года полк вместе с дивизией вошел в состав войск вновь образованного Западного фронта ПВО. 3 июля 1943 года 1-я и 2-я эскадрильи (на Ла-5) переданы в 495-й истребительный авиационный полк, одновременно из состава 495-го иап прибыли две аэ на самолётах Як-7б и И-16. 3 декабря 1943 года полк из 125-й истребительной авиадивизии ПВО передан в состав 328-й истребительной авиадивизии ПВО Смоленского района ПВО Западного фронта ПВО.
Боевая задача полка состояла в прикрытии железнодорожных узлов Смоленск, Рославль и коммуникаций фронтов, действовавших на минском направлении. Эта задача была особо важной при подготовке и проведении Белорусской стратегической наступательной операции. Особо лётчики полка отличились при отражении массированных налётов немецкой авиации на Смоленск 26 и 28 июня 1944 года, сорвав попытки вывести из строя стратегически важный Смоленский железнодорожный узел (только 28 июня летчиками дивизии было сбито 14 немецких самолётов).
Первая известная воздушная победа полка в Отечественной войне одержана 7 февраля 1944 года: младший лейтенант Сушилин Н. В. на самолёте Як-7б в воздушном бою в районе юго-западнее г. Орша сбил немецкий бомбардировщик Junkers Ju 88.
21 апреля 1944 года в связи с реорганизацией войск ПВО страны полк вместе с дивизией включены в 81-ю дивизию ПВО Северного фронта ПВО, который образован 29 марта 1944 года на базе Восточного и Западного фронтов ПВО. 9 августа вместе с дивизией передан из 81-й дивизии ПВО в 90-ю дивизию ПВО Северного фронта ПВО. С августа 1944 года полк в составе дивизии выполнял боевую задачу по прикрытию железнодорожных узлов Орша, Витебск, Могилёв, Кричев и не допущению пролёта вглубь территории страны. Полк базировался на аэродроме Балбасово (Орша) и имел самолётов Як-7б — 14, Як-9 — 15, боеготовых летчиков — 32:
В 1944 году полк вместе с дивизией готовился к отражению самолётов-снарядов Фау-1 V-1 (A-2, Fi-103 «Физелер-103» (Fieseler Fi 103R Reichenberg), FZG 76) и их носителей при взаимодействии с наземными средствами ПВО. 31 декабря 1944 года полк исключен из действующей армии. До конца войны входил в состав 328-й иад ПВО. На 9 января 1945 года имел в боевом составе 12 Як-7б (из них 1 неисправный) и 13 Як-9 (4).
День Победы 9 мая 1945 года полк встретил на аэродроме Балбасово (Орша).
Всего в составе действующей армии полк находился: с 8 сентября 1942 года по 31 декабря 1944 года.
Всего за годы войны полком:
- Совершено боевых вылетов — 1848
- Проведено воздушных боев — 42
- Сбито самолётов противника — 32
- Свои потери (боевые): летчиков — 2, самолётов — 3.

## Командир полка
- майор Халутин Александр Иванович[1], 08.1942 — 1943
- подполковник Киселев Александр Алексеевич[1], 1943—1945

## Послевоенная история полка
После войны полк продолжал входить в состав 328-й истребительной авиационной дивизии ПВО. С 10 июня 1945 года полк и дивизия вошли в состав 20-й воздушной истребительной армии ПВО Западного округа ПВО. В марте 1946 года 960-й истребительный авиационный полк ПВО директивой Командующего ИА ПВО ТС № 265186 от 18.01.1946 г. расформирован в 328-й иад ПВО на аэродроме Балбасово.

## Лётчики-асы полка
Летчики-асы полка, сбившие более 5-ти самолетов противника в воздушных боях.
| Фамилия, имя отчество    | Награды | Сбито самолетов (+ в группе) | Примечание                                                                               |
| ------------------------ | ------- | ---------------------------- | ---------------------------------------------------------------------------------------- |
| Ковалев Николай Иванович |         | 9 + 3                        | Лётчик полка: июль 1944 — май 1945. Як-7, Як-9. Боевых вылетов: 370; воздушных боев: 82. |